# Аррифиш
Аррифиш (порт. Arrifes)  —  район (фрегезия) в Португалии,  входит в автономный округ Асориш. Расположен на острове Сан-Мигел. Является составной частью муниципалитета  Понта-Делгада. Население составляет 6941 человек на 2001 год. Занимает площадь 25,27 км².
Покровителем района считается Дева Мария (порт. Nossa Senhora da Saúde).